# Acidgroov
Acidgroov est un groupe français de funk et musique électronique, originaire de Juvisy-sur-Orge, dans l'Essonne, actif entre 1994 et 2003.

## Histoire
Acidgroov (écrit dans un premier temps Acid Groove) est formé en 1994 à Juvisy-sur-Orge, dans l'Essonne. Les objectifs sont clairs dès le départ, une musique orientée dancefloor et des textes révélant une prise de position certaine. Acidgroov est un mélange de funk et de musique électronique, agrémenté d'une pointe de hip-hop et de rock, du Phat Funk comme ils le définissent eux-mêmes.
En 1998, un CD 5-titres auto-produit et vendu à 500 exemplaires sans distribution leur permet de se faire connaître et de se forger un public fidèle. Le groupe se forme à la scène dans des salles telles que le Divan du Monde, le Réservoir, le MCM Café, le Sentier des Halles, le Plan, l’Opus et quelques premières parties comme celles de Living Colour, Pierpoljak, Dee Nasty, Mister Gang ou Axel Bauer.
L'année 2001 est celle de l'enregistrement de leur premier album, Woosh, qui est distribué par le label UMC. Acidgroov s'y dévoile être le groupe homogène arrivant à la maturité que l'on pouvait espérer à l'écoute de leur premier EP, un groupe détenant une véritable identité musicale. À la suite de différentes divergences musicales, le groupe change de formation en 2003 et devient Woosh. Les membres de Woosh se séparent définitivement en 2007, et chacun se lance dans de nouveaux projets musicaux.

## Discographie
- 1998 : Acid Groove (CD EP 5-titres)
- 2001 : Woosh (pochette verte, CD 11-titres)
- 2002 : Woosh (pochette orange, remasterisé, CD 11-titres)